# Acetaia
Il termine acetaia, particolarmente diffuso nel territorio modenese e reggiano indica l'ambiente dedicato al lungo processo di produzione e invecchiamento dell'aceto balsamico tradizionale.

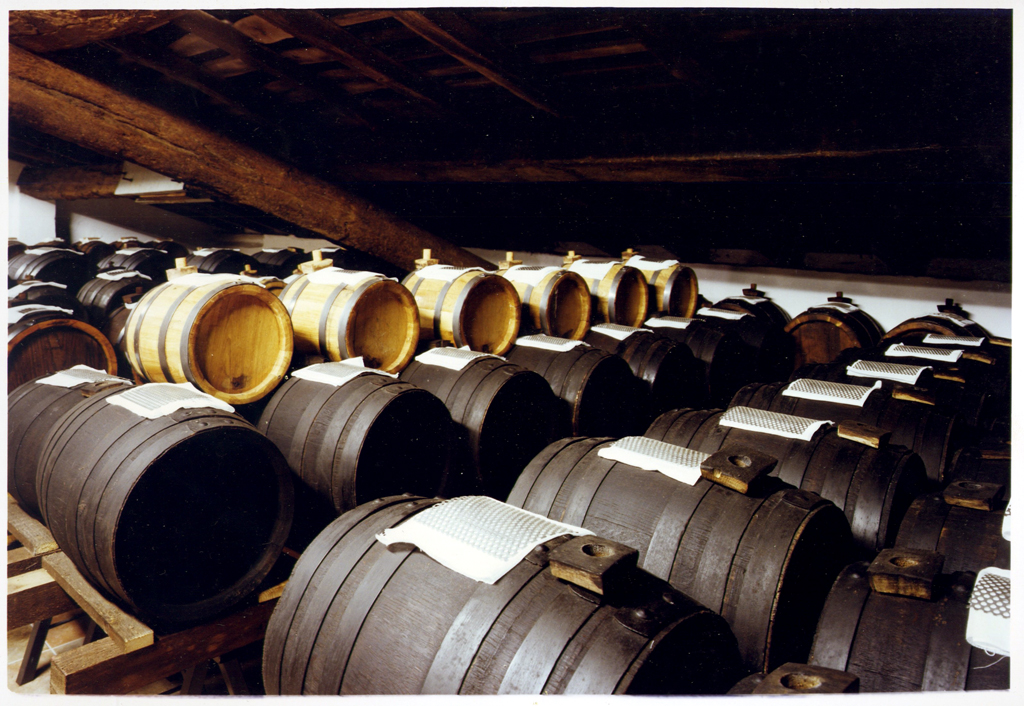
Un sottotetto adattato ad acetaia

## Acetaie tradizionali e moderne
Elemento fondamentale dell'acetaia sono le batterie, che vi vengono conservate, destinate all'acetificazione, maturazione ed invecchiamento degli aceti balsamici tradizionali.
Le acetaie storicamente erano ricavate nelle soffitte (tasèl, in dialetto emiliano), sia dei palazzi gentilizi di città che nelle ville di campagna. Fino al XVII-XIX la produzione dell'aceto balsamico era infatti appannaggio delle classi aristocratiche o comunque agiate. Negli ultimi due secoli le acetaie si sono tuttavia diffuse presso numerosi e differenti strati sociali, e non è oggi infrequente trovarne quasi in ogni via delle città e dei paesi delle due provincie emiliane.
L'ubicazione nei sottotetti, non coibentati, oltre ad essere un elemento caratterizzante la tradizione dell'aceto balsamico, si rivela ottimale per la produzione di tale prodotto, che necessita di subire l'effetto delle escursioni termiche fra giorno e notte e durante il fluire delle stagioni.
(Tratto dall'Art. 5 - Disciplinare di produzione dell'Aceto Balsamico Tradizionale di Modena)
Durante le afose estati emiliane il processo di acetificazione vie favorito dalle alte temperature, anche quelle minime notturne, in considerazione del fatto che gli acetobatteri prolificano soprattutto al di sopra dei 20-22 °C, mentre al di sotto entrano in uno stato di quiescienza. Inoltre il calore accentua l'evaporazione della frazione acquosa e degli acidi volatili, rendendo il prodotto via via più denso, dolce ed equilibrato nella sua acidità. Al contrario i rigidi inverni favoriscono il rallentamento della evaporazione, la sedimentazione sul fondo delle sostanze corpuscolate e mucillaginose del prodotto, ed una minore azione delle muffe sui legni delle botti, trattandosi di ambienti asciutti (o perlomeno con un tasso di umidità nettamente inferiore alle cantine o ai piani bassi delle case).
Per questi motivi, non solo le acetaie tradizionali o dedicate al consumo familiare, ma anche quelle con grosse produzioni destinate alla vendita sono oggi collocate in sottotetti, o in luoghi che garantiscano la medesima azione delle stagioni, quali vecchi fienili recuperati, o anche moderni capannoni progettati appositamente per tale scopo.
Per sineddoche, oggi il termine acetaia si può riferire tanto al luogo fisico in cui viene conservato ed invecchiato l'aceto balsamico tradizionale, quanto alle moderne aziende produttrici.

### Acetaie comunali
Di fronte alla diffusione commerciale e culturale che l'aceto balsamico tradizionale ha avuto negli ultimi decenni, si è diffusa anche la sua percezione come di un tesoro collettivo da custodire e tramandare. Con tale ispirazione, oltre ad esigenze di promozione ed immagine del territorio, in tempi recenti vi sono stati numerosi Comuni ed enti che si sono dotati di una propria acetaia "istituzionale":
- Comune di Vignola (1998), la prima in assoluto, e che nel 2013 ha imbottigliato per la prima volta il prodotto col marchio DOP[1]
- Comune di Modena (2003)[2]
- Comune di Sassuolo (2003)[3]
- Comune di Carpi (2005)[4]
- Comune di Castellarano (2008)[5]
- Comune di Castelvetro di Modena (2008)[6]
- Comune di Fiorano Modenese (2008)[7]
- Comune di Mirandola (2010)[8]
- Comune di Novellara (2010)[9]
- Comune di Albinea (2011)[10]
- Comune di Maranello (2012)[11]
- Comune di Pavullo (2013)[12]
- Comune di Ravarino (2013)[13]
- Accademia Militare di Modena (2013)[14]